# Transvaal
Transvaal byl provincií Jihoafrické republiky mezi lety 1910 až 1994, kdy ji po konci apartheidu rozdělila nová ústava. Název „Transvaal“ označuje geografické umístění provincie na sever od řeky Vaal. Jeho hlavním městem byla Pretorie, která byla také výkonným hlavním městem země.
V minulosti bylo území nezávislou republikou, kolonií a nakonec provincií Jihoafrické republiky.

## Historie
Trasvaal vznikl na konci 30. let 19. století jako neoficiální kolonie založená Búry, kteří jej brzy prohlásili nezávislou republikou. Velká Británie, která dominovala tomuto regionu, uznala jeho nezávislost 17. ledna 1852 (Sandriverská konvence). V roce 1877 však změnila názor a pod záminkou pomoci nesoběstačnému státu Transvaal anektovala. (Republika se potácela na hranici ekonomického kolapsu způsobeného válkou se Zuly a tím, že Británie různými opatřeními znemožňovala omezovala obchodní styky mezi ní a britskými koloniemi). Búrové tuto anexi odmítli. Když se ji Velká Británie pokusila v roce 1880 prosadit v praxi, vypukla první búrská válka. Ta skončila v roce 1881, kdy Británie v mírové smlouvě uznala nezávislost Trasvaalu a vymínila si pouze symbolický dohled nad republikou.
Ve skutečnosti se však nevzdala své snahy na její ovládnutí, v jejichž čele stanul Cecil Rhodes. V roce 1885 přestála republika další polooficiální pokus o uchvácení ze strany Britů.
V roce 1887 se na území Transvaalu a Oranžska nalezla rozsáhlá ložiska zlata. Do země se začali hrnout Britové z Kapské kolonie, aby se chopili příležitosti. Búrové jim povolili vstup do země, ale neumožnili jim získat občanství a uvalili na ně velké daně. Velká Británie posléze začala tlačit na Transvaal i Svobodný stát Oranžsko, aby Britům umožnili získat občanství a zrušili daně, Búrové to však odmítli. Situace nakonec vyústila v druhou búrskou válku, v níž byli Búrové poraženi a Transvaal byl s příslibem pozdější autonomie zařazen mezi britské kolonie. V roce 1910 se stal Transvaal provincií britského dominia Jihoafrická unie (od roku 1961 Jihoafrická republika, člen Commonwealthu). Po zrušení apartheidu a prvních všerasových volbách v roce 1994 nová vláda provedla zásadní reorganizaci struktury státu a Transvaal jako politický útvar zanikl.

## Geografie
Transvaal byl ohraničen řekami Vaal (jih) a Limpopo (sever). Ležel přibližně mezi 22,5 až 27,5 stupněm jižní šířky a 25 až 32 stupněm východní délky. Na jihu sousedil se Svobodným státem Oranžsko a provincií Natal, na západě s Kapskou provincií, Bečuánskou provincií (dnes Botswana), na severu s Rhodesií (dnes Zimbabwe) a na východě s Portugalskou východní Afrikou (Mosambik) a Svazijsko. S výjimkou jihozápadní části byly jeho hranice dobře vymezeny krajinnými útvary.

### Města
- Heidelberg
- Johannesburg
- Messina
- Nelspruit
- Pietersburg
- Pretoria
- Vereeniging